# Baguer-Morvan
Baguer-Morvan (tiếng Breton: Bagar-Morvan, Gallo: Bayér-Morvan) là một xã của tỉnh Ille-et-Vilaine, thuộc vùng Bretagne, miền tây bắc nước Pháp.